# Kurt Dossin
Kurt Dossin (født 28. marts 1913 i Leipzig, Sachsen, død 26. april 2004 i Bad Kreuznach, Rheinland-Pfalz) var en tysk håndboldspiller, som deltog i OL 1936 i Berlin.
Dossin spillede for MTSA Leipzig, og han blev udtaget for det tyske håndboldlandshold til OL 1936, hvor han spillede to af kampene. Turneringen blev for første og eneste gang spillet på græs på 11-mandshold. Oprindeligt var ti hold tilmeldt, men Danmark, Holland, Sverige og Polen meldte fra, så blot seks hold deltog. Disse blev delt op i to puljer, hvor Tyskland vandt sin pulje suverænt med en samlet målscore på 51-1 efter blandt andet en 29-1 sejr over USA. De to bedste fra hver pulje gik videre til en finalerunde, hvor alle spillede mod alle. Igen vandt Tyskland alle sine kampe, men dog i lidt tættere kampe. Således vandt de mod Østrig med 10-6. Som vinder af alle kampe vandt tyskerne sikkert guld, mens Østrig fik sølv og Schweiz bronze.
Han var med til at blive tysk mester i markhåndbold for Leipzig 1937-1939, og efter anden verdenskrig flyttede han til Jever, hvor han spillede for klubben MTV Jever, som han også kom til at være træner for.